# جان شارل تاكيلا
جان شارل تاكيلا (23 سبتمبر 1925 - 29 أغسطس 2024)، هو كاتب سيناريو ومخرج أفلام فرنسي. تم ترشيحه لجائزة الأوسكار لأفضل سيناريو أصلي عن فيلمه «Cousin Cousine (1975)»، والذي تم ترشيحه أيضًا لجائزة الأوسكار لأفضل فيلم بلغة أجنبية والذي أعيد إنتاجه لاحقًا في الولايات المتحدة باسم Cousins (1989) بطولة تيد دانسون وإيزابيلا روسيليني وشون يونج وويليام بيترسون .

## روابط خارجية
- Jean Charles-Tacchella في قاعدة بيانات الأفلام على الإنترنت